# Црни мошусни јелен
Црни мошусни јелен (лат. Moschus fuscus) је сисар из реда папкара (Artiodactyla) и породице мошусних јелена (Moschidae).

## Распрострањење
Врста је присутна у Бутану, Индији, Кини, Мјанмару и Непалу.

## Станиште
Црни мошусни јелен има станиште на копну.

## Угроженост
Ова врста се сматра угроженом.

### Популациони тренд
Популација ове врсте се смањује, судећи по расположивим подацима.